# John Alexander Chesley
John Alexander Chesley (né le 10 mai 1839 et mort le 28 décembre 1922) est un homme politique canadien du Nouveau-Brunswick.

## Biographie
John Alexander Chesley naît le 10 mai 1839 à Portland, aujourd'hui un quartier de Saint-Jean, au Nouveau-Brunswick. Il commence sa carrière politique au niveau local en étant conseiller municipal de Portland, puis échevin de Saint-Jean et dernier maire de Portland avant son rattachement à Saint-Jean. Conservateur, il est élu député fédéral de la circonscription de la Cité et du comté de Saint-Jean le 22 novembre 1892 lors d'une élection partielle due à la démission de Charles Nelson Skinner. Il se représente aux élections suivantes en 1896 mais est battu. Il est mort le 28 décembre 1922.